# Ludwig Zepner

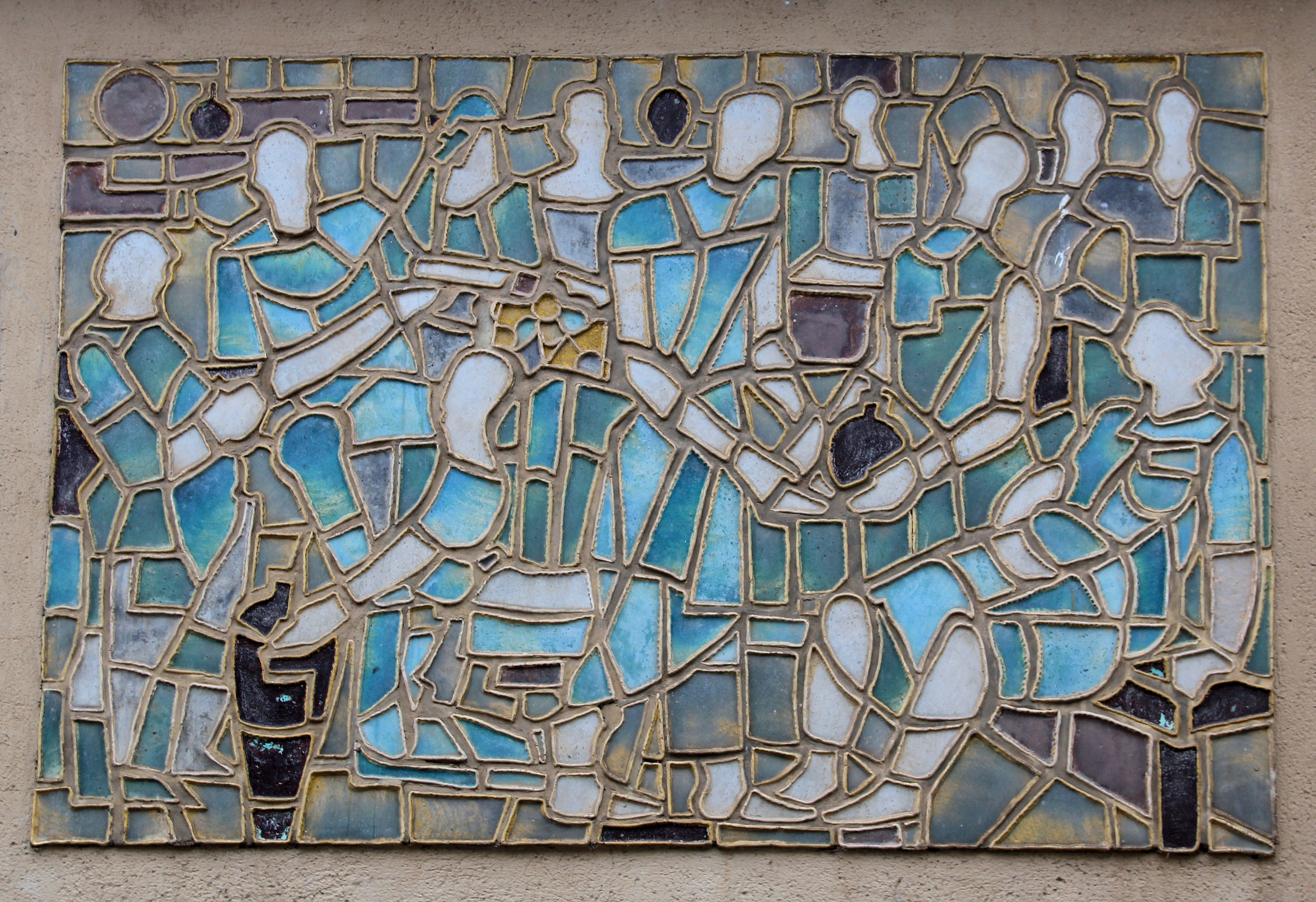
Keramisches Wandbild "Hochzeit zu Kana" in Meißen

Ludwig Zepner (* 10. Januar 1931 in Malkwitz bei Breslau; † 31. Dezember 2010 in Meißen) war ein deutscher Porzellangestalter und -Künstler.

## Leben

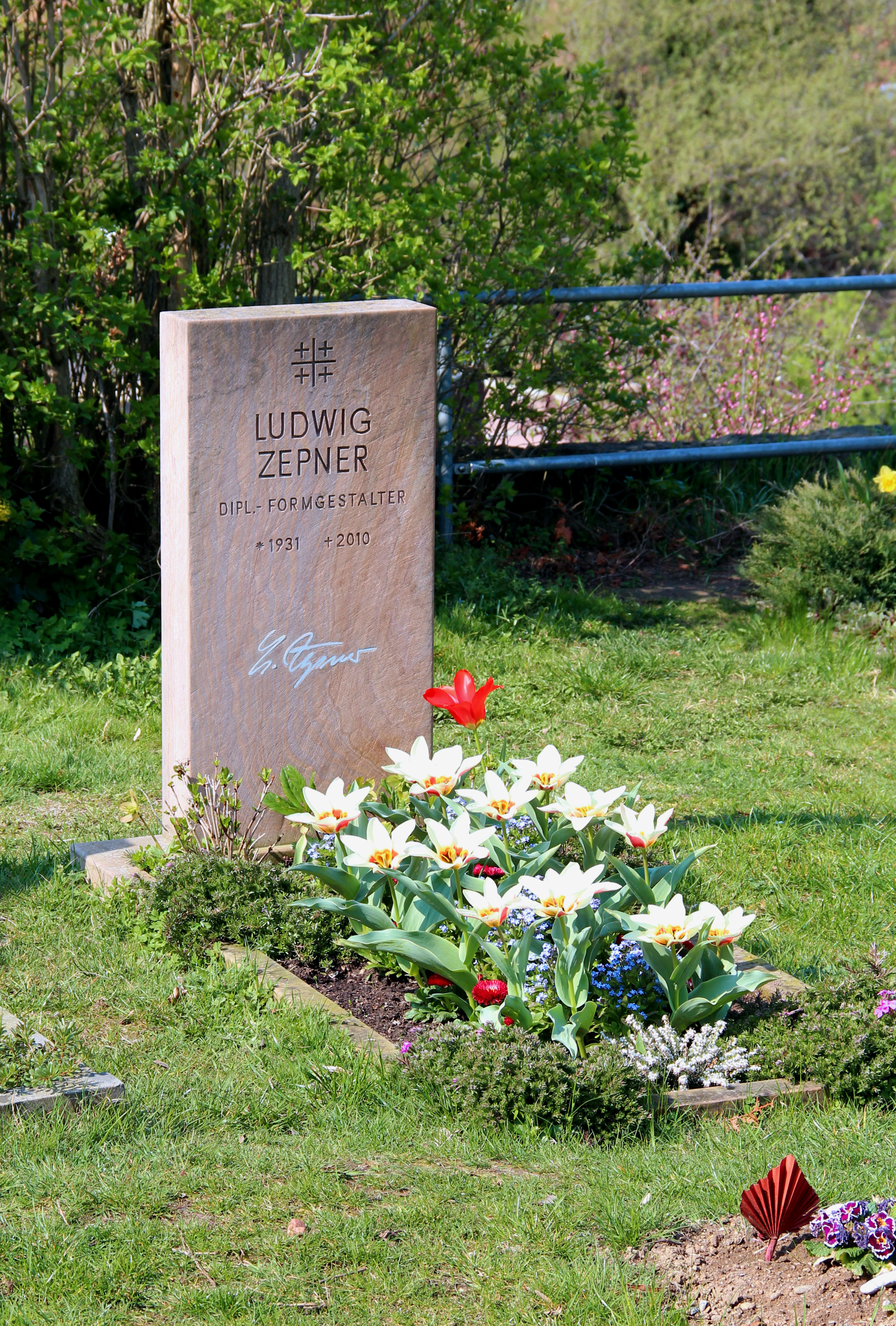
Grabstätte von Ludwig Zepner in Meißen

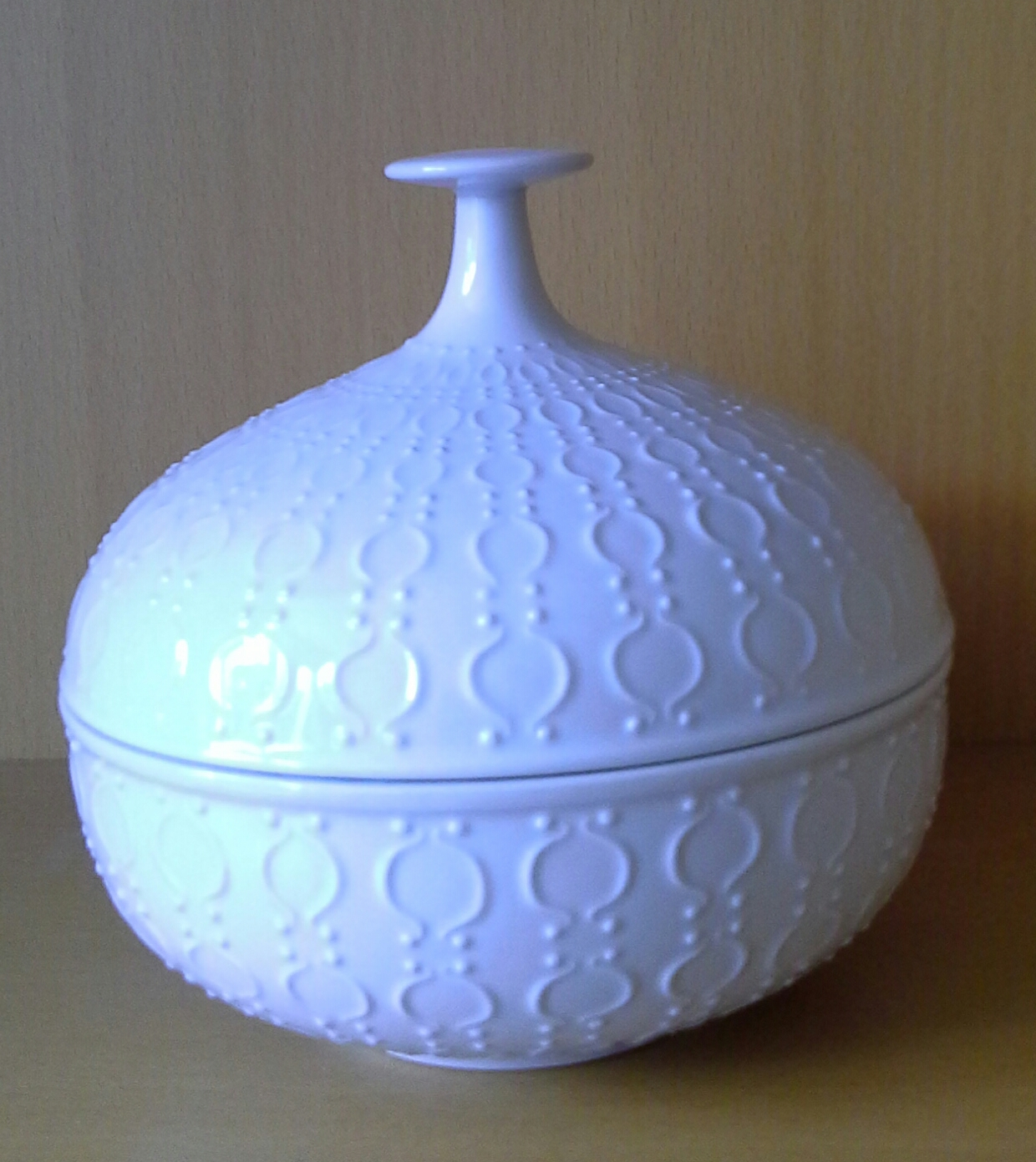
Dose Form 3048 der Wallendorfer Porzellanmanufaktur nach einem Entwurf Zepners

Die Familie Zepners wurde in der Folge des Zweiten Weltkriegs aus Niederschlesien vertrieben und kam in die Sowjetische Besatzungszone, wo sie im Umsiedlerlager in Meißen-Triebischtal unterkam. Dort entdeckte ein Mitarbeiter der Porzellanmanufaktur Meißen das Talent Zepners, als dieser eine Weihnachtskrippe aus Lehm gestaltet hatte, und Zepner absolvierte von 1948 bis 1952 eine Ausbildung an der Manufaktur in den Bereichen Bossieren, Dekormalerei und Modellieren. Von 1952 bis 1954 studierte er an der Ingenieurschule für Keramik in Hermsdorf  und von 1954 bis 1958 Formgestaltung an der Kunsthochschule Berlin-Weißensee. Bis zu seiner Pensionierung war er als Formgestalter in der Meissner Porzellan-Manufaktur tätig. Er entwarf Gefäße auch für die Wallendorfer Porzellanmanufaktur. Von Zepner entworfende Arbeiten befinden sich u. a. im Kunstgewerbemuseum Dresden und der Porzellansammlung Dresden.
Zepner gehörte der Arbeitsgruppe Gedeckter Tisch an und war bis 1990 Mitglied des Verbands Bildender Künstler der DDR.
Zepner war verheiratet und hatte drei Kinder.
Er wurde auf dem Friedhof St. Martini (südlich der Altstadt auf dem Plossen) beerdigt.

## Berufliche und künstlerische Entwicklung
1960 gründeten der Bildhauer Peter Strang, der Maler Heinz Werner, der Porzellanmaler Rudi Stolle und Zepner das „Kollektiv Künstlerische Entwicklung“, dem später auch der Blumen- und Fruchtmaler Volkmar Bretschneider angehörte, und dessen Leitung Zepner erhielt.
Gemeinsam verwirklichten sie das Jahrhundert-Service, Jägerservice und das Porzellanensemble Tausendundeine Nacht. Außerdem gibt es von Zepner viele Wandbilder aus Meißner Porzellan und anderer Keramik an und in öffentlichen Gebäuden.
In den 1970er und 80er Jahren bereiste Zepner mehrfach Indien, wobei er Skizzen anfertigte und Notizen machte, die in ein Buch einflossen, das er seinerzeit dem Insel-Verlag anbot. Die illustrierten Aufzeichnungen erschienen schließlich als Privatdruck in Meißen. Darin schildert er die ästhetischen Einflüsse, die er der Reise verdankt: „Anregungen empfing ich von der persisch-indischen Architektur mit ihren interessanten Kuppeln und Bögen, die z. B. In meinen Deckelkonturen absichtsvoll weiterleben. … die Durchbruchgestaltung meiner Porzellane wurzelt in den wunderschönen Fenstergestaltungen aus Marmor und anderen Materialien.“

## Keramisches Wandbild in Meißen

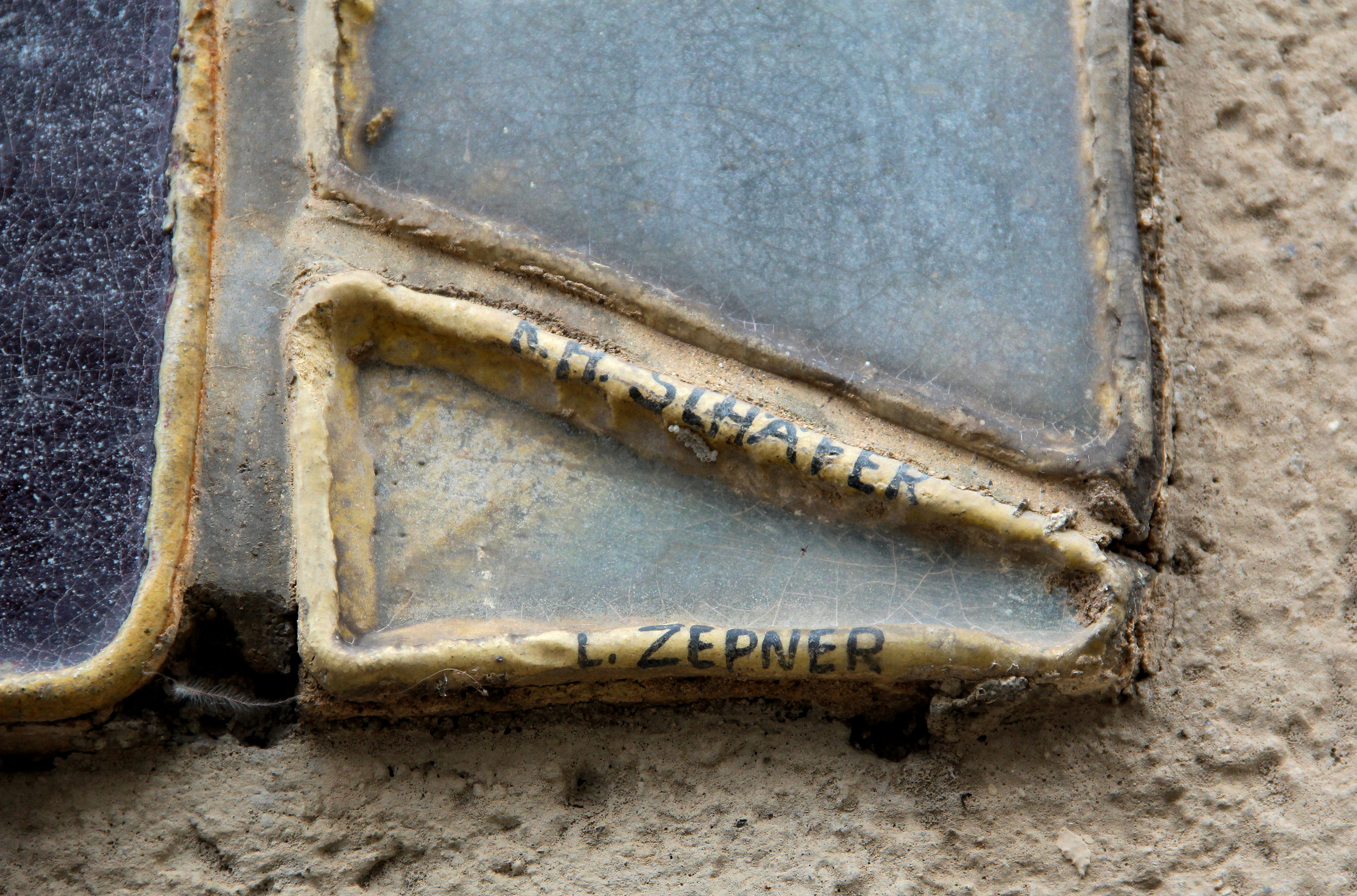
Detail vom Wandbild "Hochzeit zu Kana" in Meißen

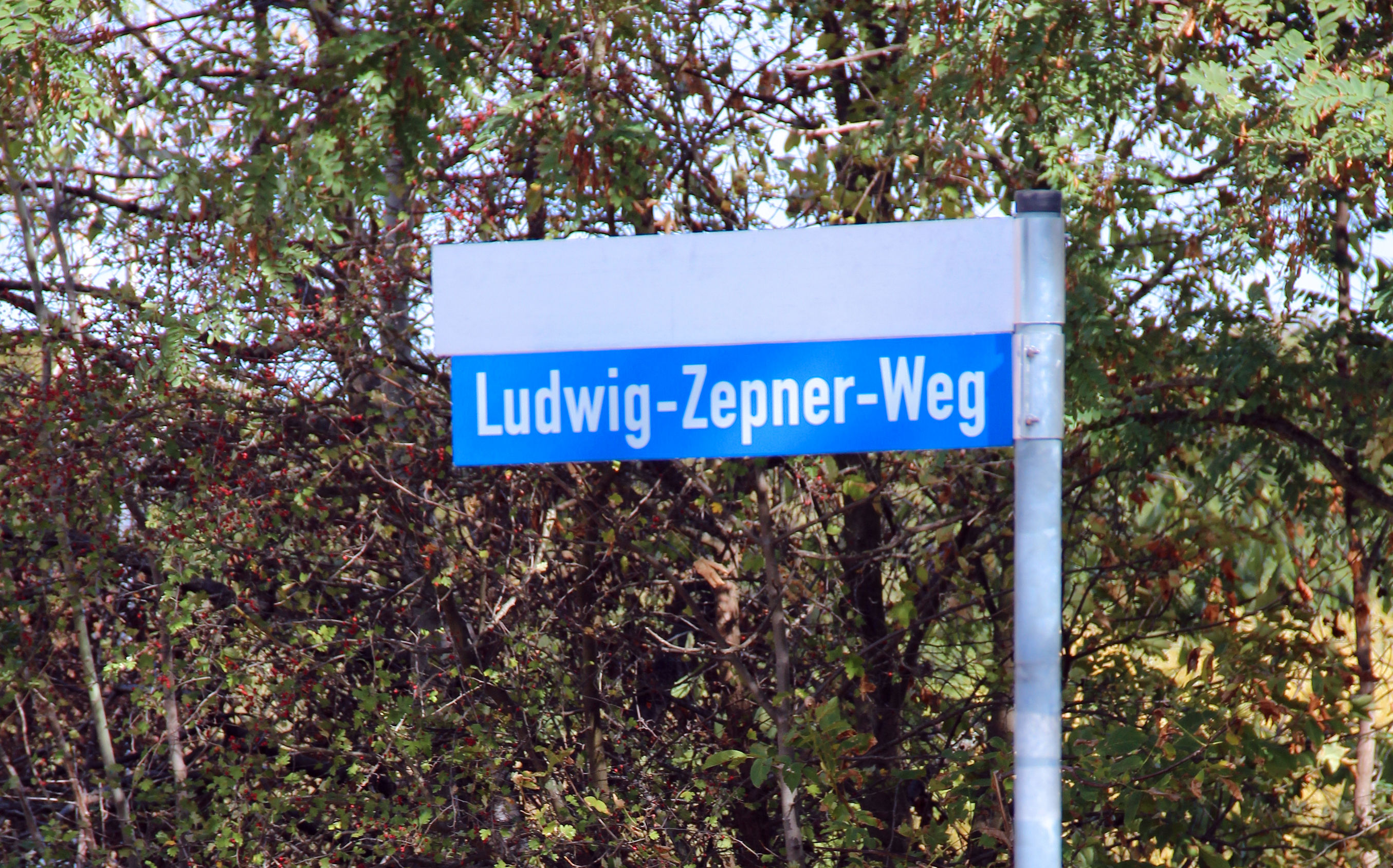
Der Ludwig-Zepner-Weg in Meißen

Im Jahre 1966 schuf Zepner gemeinsam mit Karlheinz Schäfer für das Kolpinghaus der katholischen Kirchgemeinde St. Benno (Meißen) das keramische Wandbild Hochzeit zu Kana aus geformten und farblich gestalteten keramischen Elementen. Der Entwurf stammt von Karlheinz Schäfer, die Ausführung übernahm Ludwig Zepner. Das Wandbild befindet sich im Stadtteil Triebischtal (Meißen) am Haus Hirschbergstraße 7. Beim Hochwasser von Elbe und Triebisch im Jahre 2002 wurde das Gebäude stark in Mitleidenschaft gezogen und steht seitdem leer. Der Erhalt des Wandbilds ist gefährdet, da sich das Bild selbst an der Fassade eines stark beschädigten Gebäudes befindet.
Bis zum Ende der 1990er Jahre war das Gebäude noch im Besitz der Pfarrei. Nach häufigen Wechseln der Hauseigentümer ist der derzeitige Besitzer unbekannt. Nach Auskunft des zuständigen Bauamtes ist weder das Gebäude noch das Wandbild in der Liste der Kulturdenkmale erfasst. Der Künstler Karlheinz Schäfer, die Kirchgemeinde St. Benno in Meißen und weitere keramische Kunstliebhaber engagieren sich um den Erhalt des Wandbildes.

## Erfindung
Weltweit erstmals gelang es Zepner durch seinen Fertigungsprozess, die keramische Pfeifenform zu entwickeln, die Veränderungen beim Trocknungs- und Brennvorgang zu kontrollieren und somit stimmbare Pfeifen für die erste Porzellanorgel herzustellen.

## Ehrungen
- 1965 und 1967: Kunstpreis des DTSB (im Kollektiv)
- 1973: 17. Mai 1973 Kunstpreis der DDR (gemeinsam mit Stolle, Strang und Werner)[11]
- 1975: Nationalpreis der DDR (im Kollektiv)
- 1981: Designpreis der Deutschen Demokratischen Republik[12]
- Kunstpreis der Stadt Meißen
- 2017: Benennung eines Wegs in Meißen nach Zepner[13]

## Ausstellungen (unvollständig)
- 1958 bis 1988: Dresden, sieben Deutsche Kunstausstellungen bzw. Kunstausstellungen der DDR
- 1969: Erfurt, Thüringenhalle („Kunst und Sport“)
- 1972, 1974, 1979 und 1985: Bezirkskunstaustellungen des Bezirks Dresden

## Schriften
- Ein Porzellinerleben für Meissen. Deutsches Porzellanmuseum, Hohenberg an der Eger 2001, ISBN 3-927793-66-3.
- Von Sonnenaufgang bis Sonnenuntergang. Impressionen über einen Tag in Varanasi. Eine Erzählung mit Zeichnungen von Ludwig Zepner. Kunstverein Meißen e. V. o. J.